# Tollo-Canosa Sannita
Tollo-Canosa Sannita (wł. Stazione di Tollo-Canosa Sannita) – przystanek kolejowy w Tollo, w prowincji Chieti, w regionie Abruzja, we Włoszech. 
Znajduje się na linii Adriatica.
Według klasyfikacji RFI ma kategorię brązową.

## Linie kolejowe
- Adriatica